# Synagogenbezirk Essen
Der Synagogenbezirk Essen mit Sitz in Essen, heute eine Großstadt in Nordrhein-Westfalen, wurde nach dem Preußischen Judengesetz von 1847 geschaffen. 
Zum Synagogenbezirk Essen gehörten die Städte Kettwig und Steele (bis 1879) sowie die Bürgermeistereien Borbeck und Werden.